# كوثر سلام
كوثر سلام صحفية فلسطينية من الخليل، عملت في جريدة الاتحاد والحياة الجديدة والقدس العربي. نشرت المنظمة الإسرائيلية «غوش شالوم»، يوميات عن تجربتها في الخليل على موقعها الإلكتروني. كما شاركت في إنتاج ثلاثة أفلام مع محطات تلفزيونية إسرائيلية. تحدثت سلام عن انتهاكات حقوق الإنسان التي ارتكبها الجيش الإسرائيلي، وعملت على تسمية جنود معينين، ورفع شكاوى قانونية ضدهم. كما تصنف نشطاء الاستيطان اليهود إلى جانب الجنود على موقعها على الإنترنت كإرهابيين.
قالت كوثر أنها تعرضت للهجوم من قبل جنود إسرائيليين في عدة مناسبات ورفعت دعوى قضائية بعد حادثة كُسر فيها ذراعها. تم توثيق حادثتين من الانتهاكات التي تعرضت لها سلام في تقرير هيومن رايتس ووتش لعام 2001، بعنوان «مركز العاصفة: دراسة حالة لانتهاكات حقوق الإنسان في منطقة الخليل». بعد تهديدات بالقتل من العسكريين الإسرائيليين والمستوطنين ومن اعتبرتهم «المتطرفين الإسلاميين»، تقدمت بطلب وحصلت على حق اللجوء السياسي في فيينا، النمسا في 5 ديسمبر/كانون الأول 2002. وتقدم معهد الصحافة الدولي (IPI) والاتحاد الدولي للصحفيين (IFJ) نيابة عنها بطلب اللجوء.
أدت تقارير كوثر عام 2000 عن الفساد العسكري الإسرائيلي إلى إجراء تحقيقات داخلية مع ضابطين إسرائيليين. قبل حصولها على حق اللجوء في النمسا، صرح دانيال سيمان، مدير المكتب الصحفي للحكومة الإسرائيلية، بأنه لن يُسمح لسلام بالعمل كصحفية تحت الولاية القضائية الإسرائيلية. وفقًا للمعهد الدولي للصحافة، كان السبب الوحيد الواضح لهذا الإجراء هو "أنها مراسلة فلسطينية ناقدة وأن الجيش والمستوطنين الإسرائيليين "لا يعترفون بعملها". ونقلت كوثر، بحسب المعهد الدولي للصحافة، أن "سيمان هددها بالقبض عليها إذا حضرت إلى مكتبه لتجديد بطاقتها الصحفية مرة أخرى". وتدخل آيدان وايت، الأمين العام للاتحاد الدولي للصحفيين، نيابة عن كوثر ووصف القواعد التي تم بموجبها تجريدها من أوراق اعتمادها الصحفية بأنها "شكل غير مناسب تمامًا من التمييز العنصري ضد جميع الفلسطينيين".
في عام 2003، كانت كوثر واحدة من 28 كاتبًا وكاتبة في 13 دولة حصلوا على منحة هيلمان/هاميت من هيومن رايتس ووتش «تقديراً لشجاعتهم في مواجهة الاضطهاد السياسي».
في أواخر عام 2011، قررت «الهيئة الإدارية للجالية الفلسطينية بالنمسا»، حرمان كوثر سلام من ارتياد مقر الجالية في فيينا ومنعها من تغطية النشاطات التي تشرف عليها الجالية وتنظمها وذلك بسبب نشرها على مدونتها «تقارير إخبارية ومقالات ملفقة تضمنت حزمة من الأكاذيب، لا علاقة لها بالمهنية الإعلامية  ولا تستند إلى الحقائق، تستهدف الإساءة لشخصيات فلسطينية نضالية والنيل من سمعتها» وفقًا لبيان الهيئة. وردت كوثر على ذلك بانتقاد الهيئة واعتبارها غير ممثلة للجالية الفلسطينية في النمسا.
استهجن السفير الفلسطيني في النمسا صلاح عبد الشافي خبرا كتبته كوثر سلام نقلا عن خبر بجريدة هاآرتس مفاده بأنه طالب من خلال محادثة تليفونية مع السفير الإسرائيلي بـ«توسيع العملية العسكرية ضد غزة وضرب حركة حماس والقضاء عليها». وقال عبد الشافي أنه سيقاضي كوثر سلام، وأنه قد «باشر بالإجراءات القانونية» بالفعل.

## روابط خارجية
- موقعها الشخصي على الإنترنت: الحياة اليومية لكوثر سلام
- يومياتها في الخليل "جحيم صنع في إسرائيل"، على موقع غوش شالوم